# 2693 Yan’an
2693 Yan’an este un asteroid din centura principală, descoperit pe 3 noiembrie 1977, de Observatorul Zijinshan.